# Nick Hurd
Den meget ærede Nicholas Richard Hurd PC (født 13. maj 1962 i City of Westminster ved London, England) er en britisk konservativ politiker, der har været minister i David Camerons første og anden regering samt i Theresa Mays første og anden regering. Han sluttede som minister, da Boris Johnsons første regering gik af i december 2019.

## Medlem af Underhuset
Fra 2005 til 2019 var Nick Hurd underhusmedlem for den kreds, der ligger længst mod nordvest i Ydre London. Oprindeligt bestod kredsen af Ruislip og Northwood  i Hillingdon. I 2010 blev Pinner i Harrow lagt til kredsen.

## Poster i regeringen
Nick Hurd blev optaget i regeringen i maj 2010, da David Cameron fik ham udnævnt til minister for civilsamfundet (Minister for Civil Society).
Fra juli 2014 til november 2015 var han ikke medlem af regeringen.
Hans anden periode i regeringen sluttede i december 2019.
Nick Hurd har haft følgende poster i regeringen:
- 15. maj 2010 – 14. juli 2014: Minister for civilsamfundet.
- 28. november 2015 – 16. juli 2016: Parlamentarisk understatssekretær for international udvikling.
- 16. juli 2016 – 12. juni 2017: Statsminister for klimaforandring og industri.
- 12. juni 2017 – 25. juli 2019: Statsminister for politi og brandvæsen.
- 14. november 2018 – 16. december 2019: Minister for London.
- 25. juli 2019 – 16. december 2019: Statsminister for Nordirland.

I november 2017 aflagde Nick Hurd ed i statsrådet, og han har derefter ærestitlen Den meget ærede i resten af sit liv.

## Konservative forfædre
Nick Hurds far, farfar og oldefar var konservative medlemmer af Underhuset. Han er søn af indenrigs– og udenrigsminister Douglas Hurd, baron Hurd af Westwell (født 1930), sønnesøn af Anthony Hurd, baron Hurd af Newbury (1901–1966) og oldesøn af sir Percy Hurd (1864–1950).

## Første ægteskab
Fra 1988 til 2008 var Nick Hurd gift med Kim Richards.. Parret fik to sønner og to døtre.

## Andet ægteskab
I 2010 giftede Nick Hurd sig med lady Clare Therese Kerr (født 1979). Parret har to børn: Leila Rose Hurd er født 17. maj 2012,. mens Caspar Jamie Hurd er født den 30. september 2014.
Lady Clare Kerr er datter af lady Jane Fitzalan-Howard (født 1945), marchioness af Lothian, 16. lady Herries af Terregles og den fremtrædende konservative politiker Michael Ancram, 13. markis af Lothian (født 1945).
Clare Kerr er datterdatter af Bernard Fitzalan-Howard (1908–1975), der var den 16. hertug af Norfolk.
Lady Clare Kerr er den nærmeste arving til titlen som lady Herries af Terregles, mens hendes søn Caspar Jamie Hurd er nummer to i arvefølgen til titlen som lord Herries af Terregles.